# مطثية عسيرة
المطثية العسيرة (نقحرة: كلوستريديوم ديفيسيل) (الاسم العلمي: Clostridium difficile) هي نوع من البكتيريا يتبع جنس المطثية من فصيلة نظيرات المطثية.

## روابط خارجية
- Type strain of Clostridium difficile at BacDive - the Bacterial Diversity Metadatabase